# Novopokrovski (Novopokróvskaia)
|  | Per a altres significats, vegeu «Novopokrovski (Primorsko-Akhtarsk)». |

Novopokrovski (rus: Новопокровский) és un possiólok del krai de Krasnodar, a Rússia. És a 13 km al sud-est de Novopokróvskaia i a 163 km al nord-est de Krasnodar.
Pertanyen a aquest possiólok els possiolki de Voskhod, Jivotnovod, Zaretxni, Mirni i Stepnoi.